# Muhiddin Mansurov
Mirzo Muhiddin Mansurov (Geburtsdatum ist unbekannt) war Kaufmann in Buxoro (heute Usbekistan), Aktivist und Politiker. Er war einer der Führer des Dschadidismus in Buxoro und Anführer der Bewegung der Jungbucharen.

## Leben
Muhiddin Mansurov war tadschikischer Abstammung. Er wurde in eine aristokratische Familie geboren. Er wurde Bankier in Buxoro und besaß eine große Baumwollreinigungsfabrik. Vor der Russischen Revolution war er einer der reichsten Männer der Stadt.
Mansurov war Teilnehmer und Unterstützer der lokalen Dschadid-Bewegung. Ab 1900 stand er in Opposition zum Emir von Buxoro. Im Jahr 1912 war er einer der Initiatoren der Zeitung Bukharoi Sharif in tadschikischer Sprache.
Im Jahr 1917 wurde Mansurov der erste Vorsitzende der Jungbucharischen Partei. Neben ihm gehörten auch seine Söhne Mirzo Isam Mukhitdinov und Mirzo Abdulqadir Muhiddinov dem Zentralkomitee der Partei an.
Nach der Beseitigung des Emirats Buchara und der Ausrufung der Volksrepublik Buchara im Jahr 1920 leitete Mansurov die Mission der Volksrepublik Buchara in Moskau, um Handelsbeziehungen und politische Beziehungen zur Sowjetunion aufzubauen. 1920 bis 1921 war er Wesir des Handels und der Industrie in der Volksrepublik Buchara. 1922 war er Mitglied des Präsidiums des Zentralen Wahlausschusses von der Kaufmannschaft.

## Familie
Mansurov war mit einer Frau aus einer ebenfalls intellektuellen Familie verheiratet. Das Paar hatte vier Söhne und eine Tochter: Isam, Abdulqadir, Amin, Xayrullo und Matlabhon.
Die Söhne waren aktiv am politischen Leben beteiligt: Isam, Abdulqadir und Amin waren Mitstreiter von Mansurov in der Jungbucharen-Partei. Isam leitete das Geschäft seines Vaters und das Handelshaus Mansurov, Abdulqadir wurde später Führer der Volksrepublik Buchara, und Amin diente als bevollmächtigter Vertreter der Volksrepublik Buchara in der Russischen Sozialistischen Föderativen Sowjetrepublik.